# Entoloma lepiotosme
Entoloma lepiotosme är en svampart som tillhör divisionen basidiesvampar, och som först beskrevs av Henri Romagnesi, och fick sitt nu gällande namn av Machiel Evert ("Chiel") Noordeloos. Entoloma lepiotosme ingår i släktet Entoloma, och familjen Entolomataceae. Arten har ej påträffats i Sverige.